# (9124) 1998 FR60
A (9124) 1998 FR60 a Naprendszer kisbolygóövében található aszteroida. A LINEAR projekt keretében fedezték fel 1998. március 20-án.